# 黑人学刊
《黑人学刊》（Journal of Black Studies）是一份1994年起出版的英語黑人研究（black studies）學術期刊，由SAGE Publications出版，現任主編群包括天普大學黑人研究教授莫勒非·凱特·艾森堤（Molefi Kete Asante）和亞瑪·瑪薩瑪（Ama Mazama）。
根據《期刊引證報告》數據顯示，《黑人研究期刊》在2011年時的影響因子是0.234，在89份社會科學期刊中排名第75、在14份族群研究期刊中排名第12。

## 外部連結
- 《黑人研究期刊》在出版社官網的介紹（页面存档备份，存于） （英文）